# Метавольфрамати

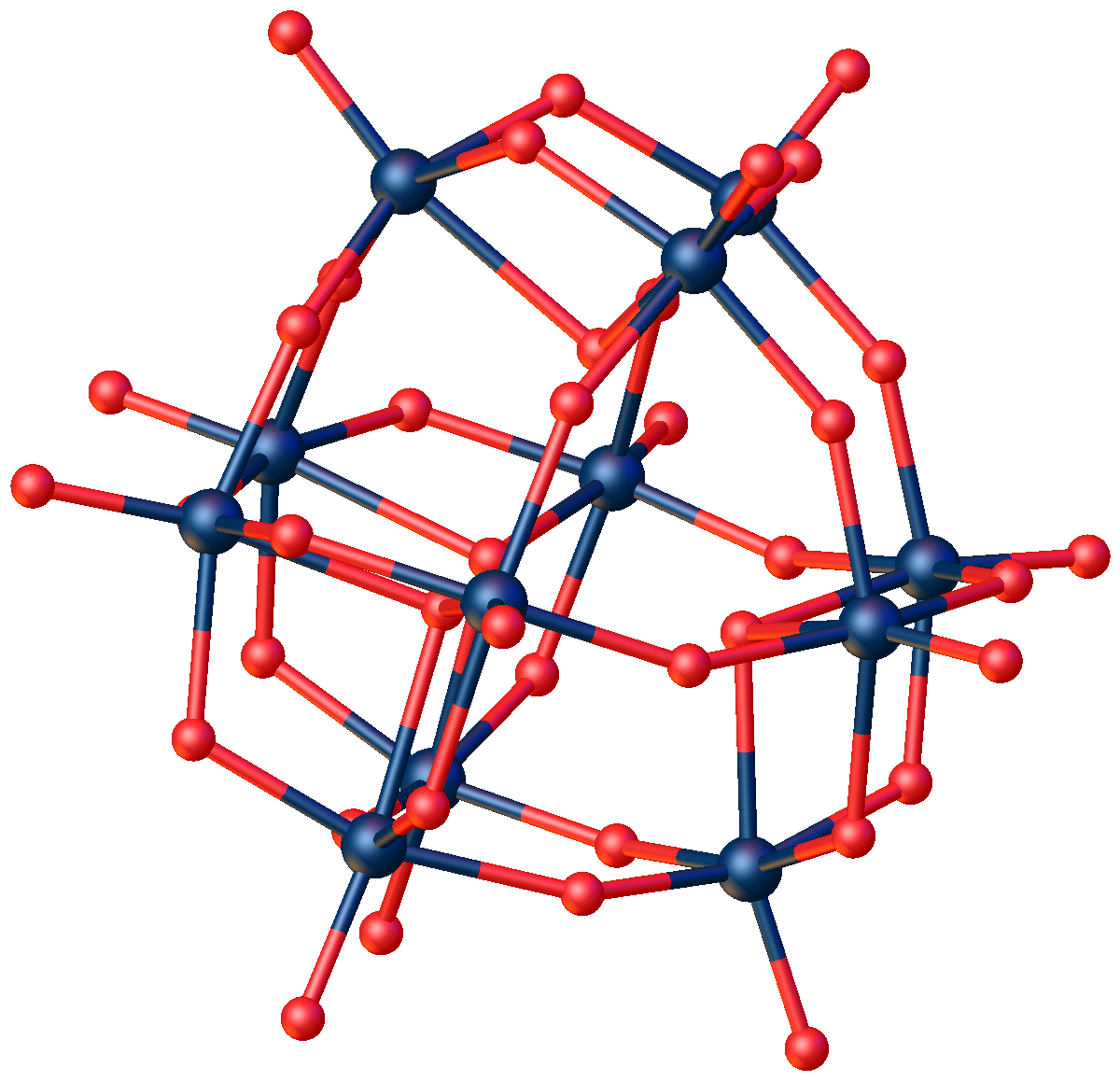
Клітина M_{12}O_{40} в метавольфраматі.

Метавольфрамат — аніон з формулою [W12O40]8-. Солі, отримані з цього аніона, також називаються метавольфраматами. Цей термін також відноситься до протонованих похідних цього аніона, включаючи [H2W12O40]6-. Непротонований аніон [W12O40]12- має Td-симетрію.

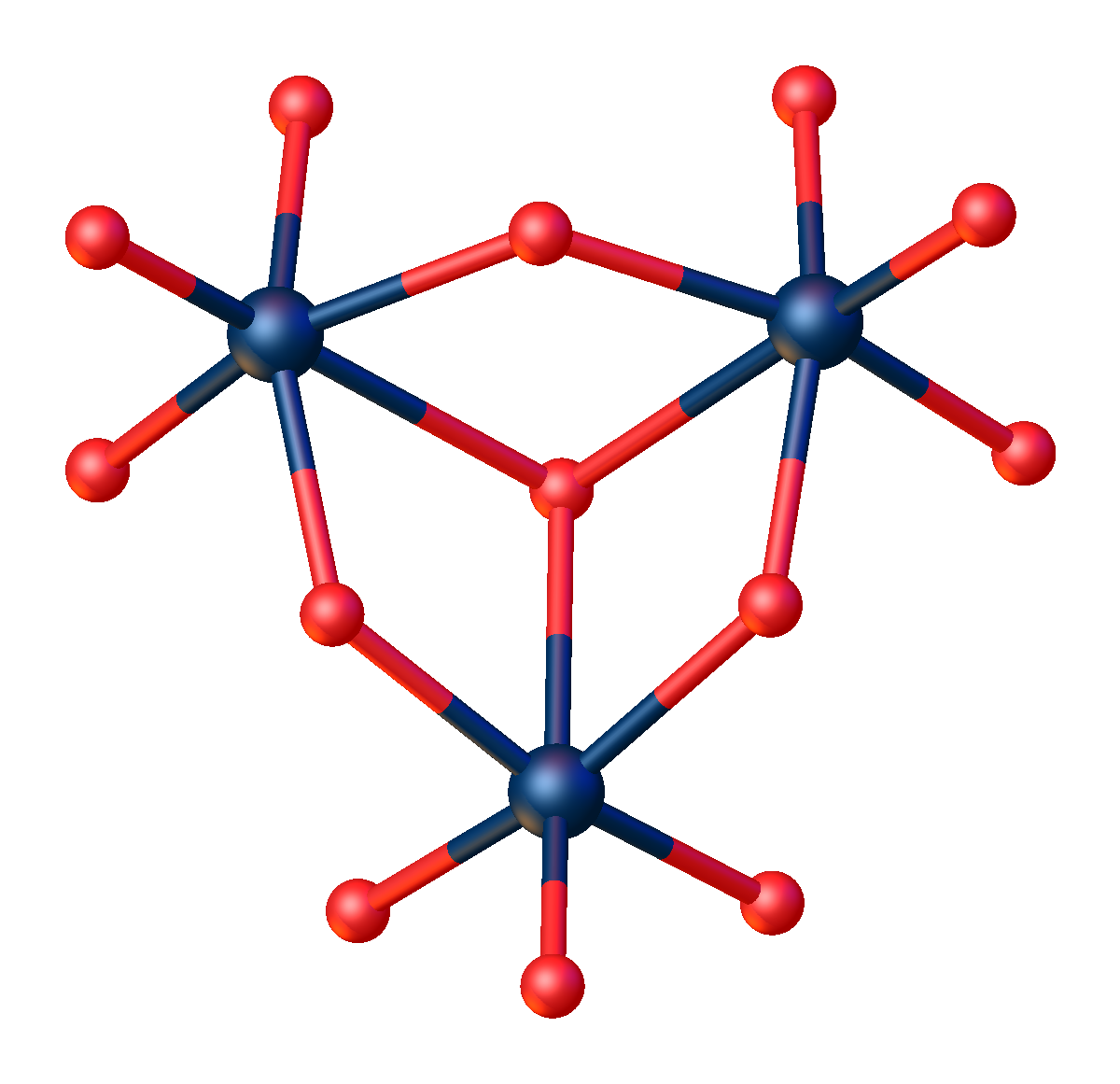
Одна з чотирьох еквівалентних субодиниць клітини M_{12}O_{40} у метавольфраматі.